# Wasilij Polakow
Wasilij Iwanowicz Polakow (ros. Васи́лий Ива́нович Поляко́в, ur. 27 listopada?/10 grudnia 1913 we wsi Leonidowka w guberni kurskiej, zm. 1 marca 2003 w Moskwie) – radziecki dziennikarz i polityk.

## Życiorys
Urodzony w rosyjskiej rodzinie chłopskiej, w 1938 ukończył Leningradzki Instytut Dziennikarstwa, od 1939 członek WKP(b). Od 1941 politruk Armii Czerwonej, uczestnik wojny z Niemcami, jednocześnie 1942-1946 redagował gazetę armijną „Krylja Sowietow”, 1946 zwolniony z armii, po czym podjął pracę w redakcji gazety „Prawda” - kierownik działu rolniczego, zastępca redaktora, redaktor ds. działu rolniczego i członek kolegium redakcyjnego „Prawdy”. Od 1960 do listopada 1962 redaktor naczelny gazety „Sielskaja żyzń”, od 31 października 1961 do 23 listopada 1962 zastępca członka KC KPZR, od 1962 do 16 listopada 1964 kierownik Wydziału Rolnego KC KPZR ds. Republik Związkowych, od 1962 członek Komitetu Związkowego ds. Gospodarki Rolnej. Od 23 listopada 1962 do 29 marca 1966 członek KC KPZR, od 23 listopada 1962 do 16 listopada 1964 sekretarz KC KPZR i przewodniczący Biura KC KPZR ds. Gospodarki Rolnej, 1964-1984 zastępca redaktora naczelnego „Ekonomiczeskoj gaziety”, następnie na emeryturze. Deputowany do Rady Najwyższej ZSRR 6 kadencji. Pochowany na Cmentarzu Wagańkowskim w Moskwie.